# Carrie Vaughn
Carrie Vaughn (ur. 28 stycznia 1973 w Mather Air Force Base koło Sacramento w stanie Kalifornia) – amerykańska pisarka, autorka literatury science fiction i  fantasy oraz romansów paranormalnych.
Ukończyła studia licencjackie na Occidental College w Los Angeles i magisterskie na University of Colorado Boulder.  Otrzymała nagrody literackie – Romantic Book Award (2005; za debiut powieściowy Kitty i nocna godzina), a także WSFA Small Press Award (2011; za opowiadanie Amaryllis) oraz Nagrodę im. Philipa K. Dicka  (2017; za powieść Bannerless).
Mieszka w Boulder w stanie Kolorado.

## Powieści
seria Kitty Norville
1. Kitty and the Midnight Hour (2005; wydanie polskie 2010 Kitty i nocna godzina)
2. Kitty Goes to Washington (2006; wydanie polskie 2010 Kitty i nocny Waszyngton)
3. Kitty Takes a Holiday (2007; wydanie polskie 2011 Wakacyjne noce Kitty)
4. Kitty and the Silver Bullet (2007; wydanie polskie 2012 Srebrna  kula)
5. Kitty and the Dead Man's Hand (2009)
6. Kitty Raises Hell (2009)
7. Kitty's House of Horrors (2009)
8. Kitty Goes to War (2010)
9. Kitty's Big Trouble (2011)
10. Kitty Steals the Show (2012)
11. Kitty Rocks the House (2013)
12. Kitty in the Underworld (2013)
13. Low Midnight (2014)
14. Kitty Saves the World (2015)

seria Voices of Dragons
1. Voices of Dragons (2010)
2. Refuge of Dragons (2017)

seria Golden Age
1. After the Golden Age (2011)
2. Dreams of the Golden Age (2014)

- Discord's Apple (2010)
- Steel (2011)
- Martians Abroad (2017)
- Mississippi Roll (wraz z 6 innych autorów; 2017)

seria Bannerless Saga
1. Bannerless (2017)
2. The Wild Dead (2018)

## Zbiory opowiadań
- Straying From the Path (2011)
- Songs of Love and Darkness (wraz z 3 innych autorów; 2012)
- Amaryllis (2016)
- Some of the Best from Tor.com: 2016 (wraz z 24 innych autorów; 2017)
- 2017 Hugo Finalist Bundle (wraz z 8 innych autorów; 2017)

## Opowiadania  i nowele
- The Girl with the Pre-Raphaelite Hair (1999)
- The Haunting of Princess Elizabeth (2000)
- A Riddle in Nine Syllables (2000)
- In Time (2001)
- Silence Before Starlight (2001)

z serii Kitty Norville
1. Doctor Kitty Solves All Your Love Problems (2001)
2. Kitty Loses Her Faith (2003)
3. Kitty and the Mosh Pit of the Damned (2006)
4. Kitty Meets the Band (2006)
5. Winnowing the Herd (2006)
6. A Princess of Spain (2007)
7. Looking After Family (2007)
8. Kitty's Zombie New Year (2007)
9. Life Is the Teacher (2008)
10. Il Est Né (2008)
11. Conquistador de la Noche (2009)
12. The Book of Daniel (2009)
13. The Temptation of Robin Green (2009)
14. Kitty Learns the Ropes (2010)
15. Wild Ride (2010)
16. God's Creatures (2010)
17. Defining Shadows (2011)
18. Kitty's Greatest Hits (2011)
19. You're on the Air (2011)
20. Long Time Waiting (2011)
21. It's Still the Same Old Story (2011)
22. The Arcane Art of Distribution (2012)
23. Unternehmen Werwolf (2013)
24. El Hidalgo de la Noche (2015)
25. Bellum Romanum (2017)

- The Librarian's Daughter (2002)
- The Heroic Death of Lieutenant Michkov (2002)
- Strife Lingers in Memory (2002 – wydanie polskie w antologii Epopeja: Legendy fantasy 2002 Konflikt trwa w pamięci)
- A Hunter's Ode to His Bait (2003 – wydanie polskie w czasopiśmie Fantastyka / Nowa Fantastyka 2013 Oda myśliwego do przynęty)
- The Bravest of Us Touched the Sky (2004)
- This Is the Highest Step in the World (2004)
- Peace in Our Time (2004)
- Draw Thy Breath in Pain (2005)
- Danaë at Sea (2005)
- The Whimsical Lives of Bean Counters (2005)
- Crows (2006)
- Real City (2006)
- The Last Moments of a Doomed Race (2006)
- For Fear of Dragons (2006)
- Of Swords and Horses (2006)
- Marrying In (2007)
- Swing Time (2007)
- Free Space (2007)
- Just Cause: Part I (2008)
- Wild Cards: Just Cause (2008)
- Chosen Ones: Part One (2008)
- Chosen Ones: Part Two (2008)
- Just Cause: Part II (2008)
- Just Cause: Part III (2008)
- Just Cause: Part IV (2008)
- Little Black Dress (2008)
- The Nymph's Child (2008)
- A Letter to Nancy (2008)
- Gamma Ray versus Death (2008)
- The Happiest Place (2009)
- 1977 (2009)
- Watching (2009)
- Just Another Word (2010)
- Rooftops (2010)
- Ghost Girl Takes Manhattan (2010 – wydanie polskie w antologii Dzikie karty 2014 Zjawa nawiedza Manhattan)
- The Girls from Avenger (2010)

z serii Bannerless Saga
1. Amaryllis (2010)
2. Astrophilia (2012)
3. Bannerless (2005 – wydanie polskie w czasopiśmie Fantastyka - Wydanie Specjalne 2017 Bez sztandaru)
4. Where Would You Be Now? (2018)

z serii Thackery T. Lambshead
1. Threads (2011)

seria Harry and Marlowe / The Aetherian Revolution
1. Harry and Marlowe and the Talisman of the Cult of Egil (2012)
2. Harry and Marlowe Escape the Mechanical Siege of Paris (2013)
3. Harry and Marlowe Meet the Founder of the Aetherian Revolution (2013)
4. Harry and Marlowe and the Intrigues at the Aetherian Exhibition (2014)
5. Harry and Marlowe Versus the Haunted Locomotive of the Rockies (2014)
6. Harry and Marlowe and the Secret of Ahomana (2018)

- It's Still the Same Old Story (2011 – wydanie polskie w antologii Chodząc nędznymi ulicami 2012 Wciąż ta sama historia)
- Now Purple with Love's Wound (2012)
- Don Quixote (2012)
- Game of Chance (2013 – wydanie polskie w czasopiśmie Fantastyka / Nowa Fantastyka 2017 W rękach losu)
- Fishwife (2013)
- The Art of Homecoming (2013)
- The Best We Can (2013 – wydanie polskie w czasopiśmie Fantastyka / Nowa Fantastyka 2015 Bo tyle możemy)
- Raisa Stepanova (2013 – wydanie polskie w antologii Niebezpieczne kobiety 2015 Raisa Stiepanowa)
- Nuestra Señora de la Esperanza (2014)
- Once More, for Old Times' Sake (2014)
- Salvage (2014)
- Roaring Twenties (2014 – wydanie polskie w antologii Łotrzyki 2015 Ryczące dwudziestki)
- Dancing with the Mouse King (2014)
- Sealskin (2015)
- Goodness and Kindness (2015)
- Sun, Stone, Spear (2015)
- Crazy Rhythm (2015)
- The Girl Who Loved Shonen Knife (2015)
- That Game We Played During the War (2016)
- Origin Story (2016)
- Takes All Kinds (wraz z Dianą Rowland; 2016)
- The Mind Is Its Own Place (2016)
- The Thing About Growing Up in Jokertown (2016)
- Redcap (2017)
- Alchemy (2017)
- I Have Been Drowned in Rain (2017)
- Dead Men in Central City (2017)
- The Evening of Their Span of Days (2017)
- The Huntsman and the Beast (2018)
- Closer to the Sky (2018)
- The Island of Beasts (2018)

## Wiersz
- Caverns of Science (2012)